# 徳島県道272号上名西宇線
徳島県道272号上名西宇線（とくしまけんどう272ごう かみみょうにしうせん）は、徳島県三好市を通る一般県道である。

## 概要
三好市山城町上名から国道32号交点に至る。全車線が1車線である。

### 路線データ
- 起点：三好市山城町上名
- 終点：三好市山城町上名（国道32号交点）
- 総延長：6,597 m[1]

## 歴史
- 1959年（昭和34年）1月31日 - 徳島県道117号として認定。
- 1972年（昭和47年）3月10日 - 現在の路線番号で再認定。

## 路線状況

### 道路施設

#### トンネル
- 上平トンネル：延長29 m、1973年（昭和48年）竣工、三好市
- 津屋トンネル：延長45 m、1970年（昭和45年）竣工、三好市

## 地理

### 通過する自治体
- 徳島県
  - 三好市

### 交差する道路
| 交差する道路 | 交差する場所 | 交差する場所 |
| ------------ | ------------ | ------------ |
| 国道32号     | 山城町上名   | 終点         |

### 沿線
- 藤川谷川 - 子泣き爺の伝説が残る。
- 三好市立上名小学校
- 吉野川
- 道の駅大歩危（終点付近）